# The Sounds of Silence
The Sounds of Silence é uma canção folk gravada pela dupla Simon & Garfunkel que alcançou popularidade na década de 1960. Foi escrita em fevereiro de 1964 pelo cantor e compositor Paul Simon na sequência do assassinato de John F. Kennedy, em 1963.  Uma versão inicial preferida pela banda foi remixada e suavizada, e tornou-se conhecida como "lançamento quintessencial do folk rock".
A canção apresenta Simon na guitarra acústica e ambos cantando. Ela foi originalmente gravada como uma parte acústica para seu primeiro álbum Wednesday Morning, 3 A.M.  em 1964, mas por iniciativa do produtor da gravadora, Tom Wilson, mais tarde foi sobreposta com tambores (Bobby Gregg), baixo elétrico (Bob Bushnell) e guitarra (Al Gorgoni), tudo sem o conhecimento ou a participação de Simon & Garfunkel, e relançado como single em setembro de 1965. O single atingiu número um no dia de Ano-Novo de 1966, e foi incluída no álbum do mesmo ano, Sounds of Silence.
The Sound of Silence foi originalmente chamada The Sounds of Silence, e foi intitulada dessa forma nos primeiros álbuns em que apareceu e no lançamento do primeiro single; apenas em compilações mais tarde seria renomeada The Sound of Silence. Tanto no singular como no plural aparecem nas letras. 
A música, além de ter sido o primeiro grande sucesso da dupla, tornou-se também célebre como parte da trilha sonora do filme The Graduate, de 1967; do filme Watchmen, da Warner Bros. e Paramount Pictures, lançado em 2009; e da série The Leftovers, do canal HBO, em 2014. A canção também é usada como introdução na turnê Nightmare After Christmas, da banda Avenged Sevenfold. 
Três bandas norte americanas registraram covers da composição: A banda Heir Apparent no álbum One Small Voice de 1989, A banda Nevermore no álbum Dead Heart in a Dead World, de 2000, e a banda Disturbed, no album Immortalized.
Em 1989, a dupla sertaneja Leandro & Leonardo gravou e lançou uma versão da música, intitulada É Por Você Que Canto. Também o cantor e compositor gaúcho Wilson Paim compôs uma versão em português, intitulada "Te Amo". Uma versão da cantora catalã Silvia Pérez Cruz pode ser ouvida na trilha sonora do filme uruguaio La noche de 12 años, de 2018.

## Desempenho nas paradas musicais
| Parada musical (1966)              | Melhor posição |
| ---------------------------------- | -------------- |
| Alemanha - Media Control Charts    | 1              |
| Áustria - Ö3 Austria Top 40        | 3              |
| Bélgica - Ultratop 50              | 11             |
| Estados Unidos - Billboard Hot 100 | 1              |
| Países Baixos - Dutch Top 40       | 11             |
| Suíça - Schweizer Hitparade        | 94             |